# Coupe de Russie 1997
Navigation
Édition précédente Édition suivante
La Coupe de Russie est une compétition internationale de patinage artistique qui se déroule en Russie au cours de l'automne. Elle accueille des patineurs amateurs de niveau senior dans quatre catégories: simple messieurs, simple dames, couple artistique et danse sur glace.
La deuxième Coupe de Russie est organisée du 19 au 23 novembre 1997 à Saint-Pétersbourg. Elle est la cinquième compétition de la Série des champions ISU senior de la saison 1997/1998.

## Résultats

### Messieurs
| Rang | Nom                    | Pays       | Points | Prog. court | Prog. libre |
| ---- | ---------------------- | ---------- | ------ | ----------- | ----------- |
| 1    | Aleksey Yagudin        | Russie     | 1.5    | 1           | 1           |
| 2    | Evgeni Plushenko       | Russie     | 3.0    | 2           | 2           |
| 3    | Vyacheslav Zahorodnyuk | Ukraine    | 4.5    | 3           | 3           |
| 4    | Michael Weiss          | États-Unis | 6.0    | 4           | 4           |
| 5    | Szabolcs Vidrai        | Hongrie    | 8.0    | 6           | 5           |
| 6    | Laurent Tobel          | France     | 8.5    | 5           | 6           |
| 7    | Ruslan Novoseltsev     | Russie     | 11.5   | 7           | 8           |
| 8    | Jens ter Laak          | Allemagne  | 12.5   | 11          | 7           |
| 9    | Cornel Gheorghe        | Roumanie   | 13.5   | 9           | 9           |
| 10   | Ravi Walia             | Canada     | 15.0   | 10          | 10          |
| 11   | Michael Tyllesen       | Danemark   | 15.0   | 8           | 11          |

### Dames
| Rang | Nom              | Pays       | Points | Prog. court | Prog. libre |
| ---- | ---------------- | ---------- | ------ | ----------- | ----------- |
| 1    | Irina Sloutskaïa | Russie     | 1.5    | 1           | 1           |
| 2    | Ielena Sokolova  | Russie     | 4.0    | 4           | 2           |
| 3    | Olga Markova     | Russie     | 4.5    | 3           | 3           |
| 4    | Surya Bonaly     | France     | 5.0    | 2           | 4           |
| 5    | Anna Rechnio     | Pologne    | 7.5    | 5           | 5           |
| 6    | Nicole Bobek     | États-Unis | 9.0    | 6           | 6           |
| 7    | Alisa Drei       | Finlande   | 10.5   | 7           | 7           |
| 8    | Yulia Lavrenchuk | Ukraine    | 12.5   | 9           | 8           |
| 9    | Franziska Gunter | Allemagne  | 14.0   | 10          | 9           |
| 10   | Rena Inoue       | Japon      | 14.0   | 8           | 10          |
| 11   | Tony Bombardieri | Italie     | 16.5   | 11          | 11          |

### Couples
| Rang | Nom                                     | Pays       | Points | Prog. court | Prog. libre |
| ---- | --------------------------------------- | ---------- | ------ | ----------- | ----------- |
| 1    | Marina Eltsova / Andrei Bushkov         | Russie     | 2.0    | 2           | 1           |
| 2    | Evgenia Shishkova / Vadim Naumov        | Russie     | 2.5    | 1           | 2           |
| 3    | Marie-Claude Savard-Gagnon / Luc Bradet | Canada     | 4.5    | 3           | 3           |
| 4    | Dorota Zagórska / Mariusz Siudek        | Pologne    | 6.0    | 4           | 4           |
| 5    | Tatiana Totmianina / Maksim Marinin     | Russie     | 7.5    | 5           | 5           |
| 6    | Naomi Grabow / Benjamin Oberman         | États-Unis | 9.0    | 6           | 6           |

### Danse sur glace
| Rang | Nom                                    | Pays               | Points | Danse imposée | Danse originale | Danse libre |
| ---- | -------------------------------------- | ------------------ | ------ | ------------- | --------------- | ----------- |
| 1    | Anzhelika Krylova / Oleg Ovsiannikov   | Russie             | 2.0    | 1             | 1               | 1           |
| 2    | Irina Lobatcheva / Ilia Averboukh      | Russie             | 4.0    | 2             | 2               | 2           |
| 3    | Tatiana Navka / Nikolai Morozov        | Biélorussie        | 6.0    | 3             | 3               | 3           |
| 4    | Anna Semenovich / Vladimir Fedorov     | Russie             | 8.0    | 4             | 4               | 4           |
| 5    | Eve Chalom / Mathew Gates              | États-Unis         | 11.0   | 6             | 6               | 5           |
| 6    | Marie-France Dubreuil / Patrice Lauzon | Canada             | 11.0   | 5             | 5               | 6           |
| 7    | Agata Błażowska / Marcin Kozubek       | Pologne            | 14.0   | 7             | 7               | 7           |
| 8    | Šárka Vondrková / Lukáš Král           | République tchèque | 16.0   | 8             | 8               | 8           |

## Sources
- Résultats de la Coupe de Russie 1997
- Patinage Magazine N°60 (Décembre 1997-Janvier 1998)